# Брезент

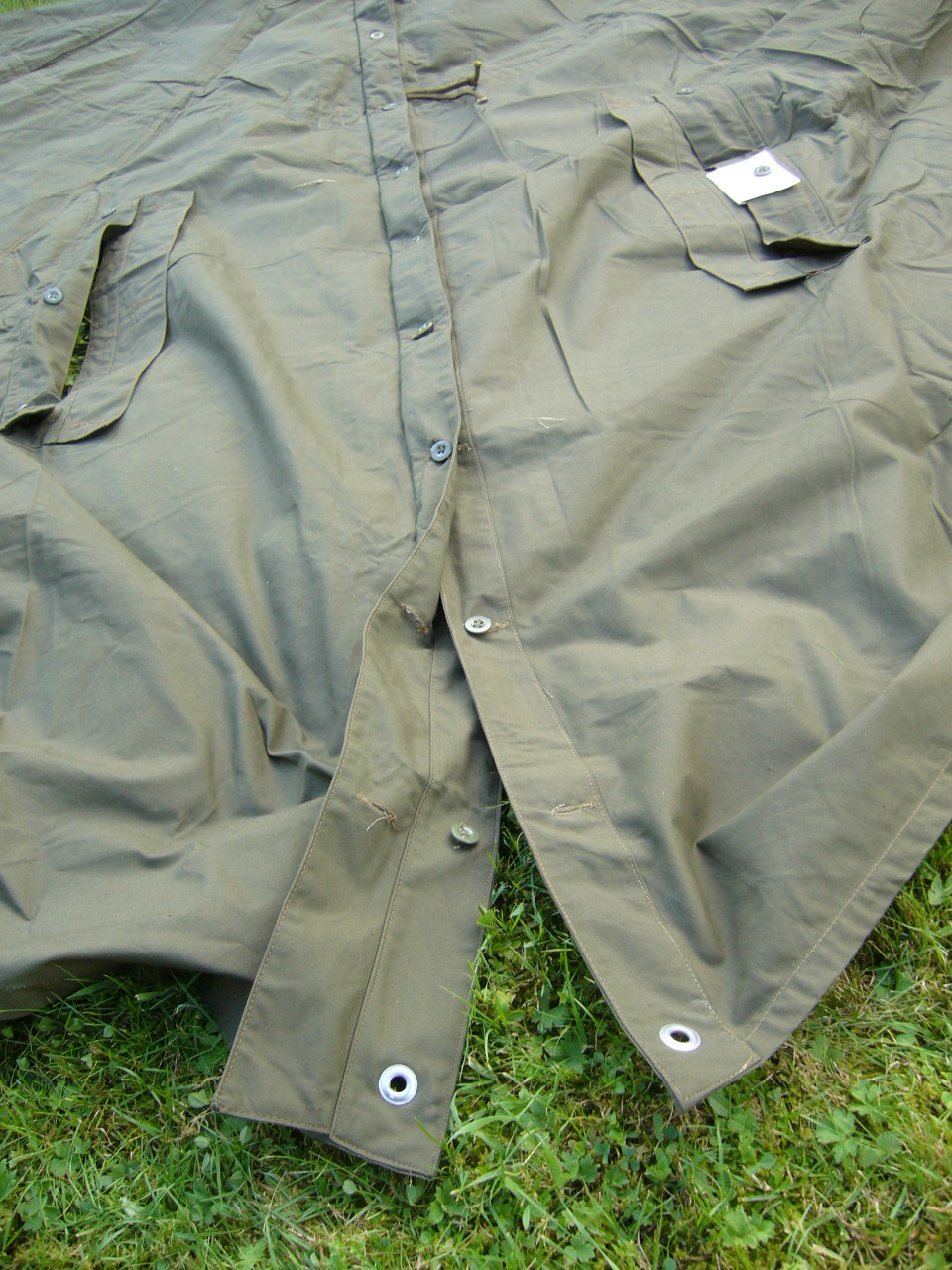
Розкладений брезентовий намет

Брезéнт (нід. presenning) — щільна тканина, просочена (апретована) водонепроникним розчином, виготовляється з лляної, напівлляної (з додаванням лавсану чи бавовняного волокна) або бавовняної сировини. Деякі вогнетривкі брезенти виготовляються з азбесту. Широко використовуються з часу Першої світової війни. З брезенту виготовляються чохли для техніки, намети, пожежні рукави тощо.
Традиційно виготовлявся з грубого лляного полотна або прядив'яної парусини, просоченої водонепроникною сумішшю. Термін служби брезенту на початку XX століття визначався в 10-15 років.